# 황화 수소
황화 수소(黃化水素, 영어: hydrogen sulfide)는 황과 수소로 이루어진 화합물이다. 분자식은 H2S이다. 자연에서는 화산 가스나 광천수에도 포함되어 있고, 황을 포함한 단백질의 부패로도 발생한다.

## 성질

### 물리적 성질
상온에서는 무색 기체로 존재한다. 특유의 달걀 썩는 냄새가 나며, 유독성이다. 녹는점은 -82.9°C, 끓는점은 -59.6°C이다. 임계 온도는 100.5°C, 임계 압력은 89atm이다. 물에 대한 용해도는 0°C에서 437ml/100ml, 40°C에서 186ml/100ml이다. 에탄올, 이황화 탄소 등에 녹는다. 비중은 공기가 1일 때 1.1895로 공기보다 무겁다.
분자는 이등변삼각형 모양을 하고 있으며, 수소 원자와 황 원자 간의 간격은 1.345Å이다. H-S-H 결합각은 92°이다.

### 화학적 성질
공기 중에서는 청색 불꽃을 내며 타서 이산화 황이 된다. 400°C에서 분해되고 1700°C에서는 완전히 성분 원소로 분해된다. 수용액에서는 이양성자산으로 작용하고, 1차 이온화 상수는 0.9X10-7, 2차 이온화 상수는 0.12X10-4이다.
플루오린, 염소, 브로민, 아이오딘과 반응하여 각 원소에 해당하는 할로겐산을 만든다. 은, 납, 구리, 망가니즈와 같은 중금속과 반응하여 금속 황화물을 만든다. 이 성질은 분석 화학에서 이들 금속을 분리하는 목적으로도 사용된다.

## 제법
황화 수소는 황화물을 가수분해 할 경우에 자주 발생한다. 실험적으로는 황화물에 산을 반응시켜 얻거나, 싸이오아세트아마이드(CH3CSNH2)를 가열하여 얻는다.
공업적으로는 주로 다음과 같은 세가지 방법을 사용한다.
- 황화물을 산과 반응시킨다. 반응식의 예는 다음과 같다.

2 NaHS + H2SO4 → 2 H2S + Na2SO4
- 황을 염기와 반응시킨다. 반응식의 예는 다음과 같다.

4 S + 2 NaOH + 2 H2O → 2 H2S + Na2S2O3
- 황과 수소를 직접 반응시킨다. 반응식은 다음과 같다.

S + H2 → H2S

## 용도
황화 수소는 주로 다음과 같은 용도로 사용된다.
- 황화 나트륨이나 수황화 나트륨과 같은 황화물의 합성
- 황을 가진 유기물의 원료
- 고압 윤활제의 원료
- 분석 화학에서의 시약

황화 수소는 많은 화학 공정에서 부산물로 생성되는데, 이 경우 황이나 황산으로 전환시키는 방법으로 처리한다.

## 안전성
황화 수소는 독성을 가지고 있기 때문에 주의해서 다루어야 한다. 게다가 발화점이 260°C로 낮고, 발화 범위가 부피 백분율로 4.3~44%로 넓기 때문에 폭발에 주의해야 한다.
섭취 시 점막을 자극하여 타액분비과다와 함께 타는듯한 느낌을 일으킨다. 위장에 자극을 줄 수 있다.
황화 수소는 흡입 시 혈액의 효소와 반응하여 세포 호흡을 방해하고 그 결과 폐의 마비, 갑작스런 쓰러짐, 사망을 일으킬 수 있다. 저농도(15~50ppm)에서의 지속적인 노출은 점막에 자극을 주고, 두통, 어지러움, 구역질을 유발할 수 있다. 고농도(200~300ppm)에서는 질식을 일으켜 혼수상태를 일으키거나 의식을 잃게 할 수 있다. 700ppm 이상에서 30분 이상 노출되면 치명적일 수 있다.
피부와 접촉하면 피부를 자극할 수 있다.
저농도에서의 안구 노출은 결막에 자극을 준다. 저농도에서의 반복적인 노출은 결막염, 광선 공포증, 각막 수포, 눈물, 통증, 흐린 시야를 일으킬 수 있다.

## 같이 보기
- 황화물

## 참고 문헌
- Considine, G. D. et al., Van Nostrand's encyclopedia of chemistry, 5th edition, Hoboken: Wiley-Interscience, 2005.
- Oxtoby, D. W. et al., Principles of Modern Chemisty, 6th edition, Belmont: Thomson Brooks/Cole, 2007.
- 化學大辭典編集委員會 편, 성용길, 김창홍 역, 《화학대사전》, 서울: 世和, 2001.
- 제2판 실용무기화학, 원저 Geoff Rayner-Canham, 역자 김시중 외 6인, 자유아카데미, 2002년 9월 3일 발행.
- https://web.archive.org/web/20061020023052/http://www.vngas.com/pdf/g94.pdf